# 無齒龍屬
無齒龍屬（屬名：Henodus）又名無盾齒龍，身長約1公尺（3呎），是種生存於三疊紀卡尼階至诺利阶的楯齒龍類，化石發現於德國圖賓根。
無齒龍外表極度類似烏龜。如同烏龜，無齒龍背上有甲殼，腹部有腹甲。甲殼由獨立的角質鱗甲構成，範圍向外延伸超過四肢。與烏龜相比，無齒龍的甲殼由更多鱗甲構成。甲殼固定於牠的脊椎骨，四肢位於正常的位置，而烏龜的四肢是位在胸腔以內。無齒龍的四肢結構虛弱，顯示牠們很少時間處在陸地上。

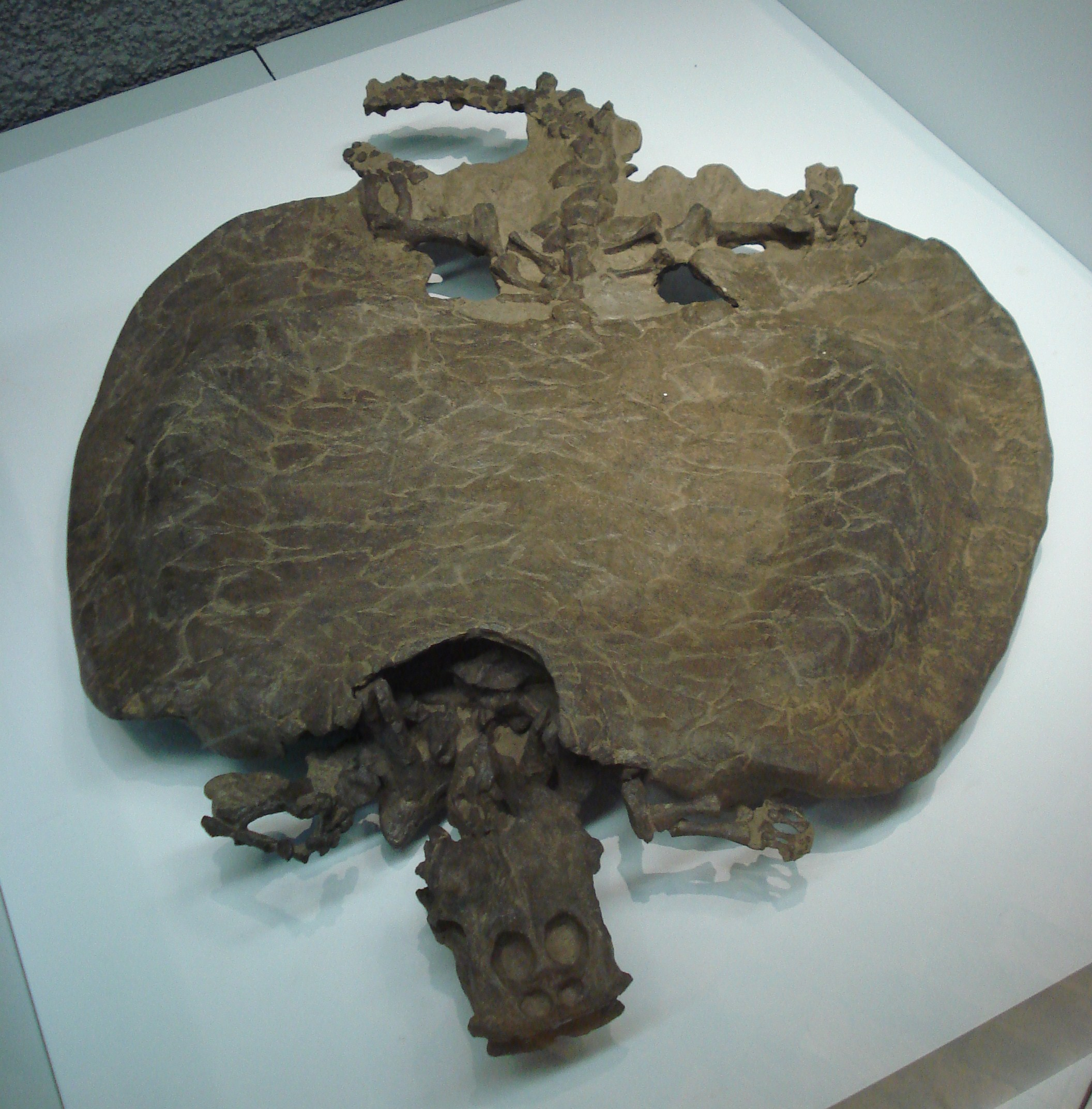
無齒龍的化石

無齒龍仍然有兩顆牙齒，各自位於嘴的上下兩側，其他的牙齒由喙狀嘴取代。這些平坦的牙齒可用來壓碎住在海床上的貝類。頭部前半部呈方形。無齒龍最著名的地方在於牠是唯一在非海洋沖積層中發現的楯齒龍類，顯示牠們可能生活在稍微鹹水或是淡水的潟湖。

## 大眾文化
無齒龍曾出現在電腦遊戲《平行世界》（Paraworld）。